# 1951 في الأردن
تسرد المقالة الأحداث التي حدثت خلال عام 1951 في الأردن.

## شاغلي المناصب
- الملك:
  - حتى 20 تمّوز / يوليو: عبد الله الأول
  - من 20 تمّوز / يوليو: طلال
- رئيس الوزراء:
  - حتى 25 تمّوز / يوليو: سمير الرفاعي
  - من 25 تمّوز / يوليو: توفيق أبو الهدى

## تأسيسات
تأسيس متحف الآثار الأردني في عمان. نسخة محفوظة 3 مارس 2016 على موقع واي باك مشين.</ref>